# シャルル・ヴァン・デル・スタッペン
シャルル・ヴァン・デル・スタッペン（Pierre Charles Van der Stappen、1843年12月19日 - 1910年10月21日）は、ベルギーの彫刻家、美術教師である。ブリュッセル王立美術アカデミーで彫刻を教えた。

## 略歴
ベルギーのブリュッセル首都圏地域のサン＝ジョス＝タン＝ノードで生まれた。1859年から1868年の間、ブリュッセル王立美術アカデミーで学んだ後、パリでしばらく働き、その後イタリアで修行した。
1893年からコンスタンタン・ムーニエ(1831-1905)とブリュッセルの植物園の彫刻制作を初め、1894年から1898年の間に多くの彫像を制作した。1898年に大ベルリン美術展でメダルを受賞した。
1905年に完成したブリュッセルのサンカントネール公園 (Parc du Cinquantenaire)の凱旋門の装飾彫刻制作にトマ・ヴァンソット(Thomas Vinçotte; 1850-1925)やジェフ・ランボー(Jef Lambeaux: 1852–1908)とともに参加し、リエージュとアントウェルペンを象徴する装飾彫刻を制作した。
ブリュッセル王立美術アカデミーの校長も務めヴァン・デル・スタッペンが教えた学生にはイルズ・トヴァルドフスキ＝コンラート(Ilse Twardowski-Conrat)やリック・ウォータース、シャルル・サミュエル(Charles Samuel: 1862-1938)、エレーヌ・ショルツ＝ゼレズニー(Helene Scholz-Zelezny: 1882-1974)らがいる。

## 作品

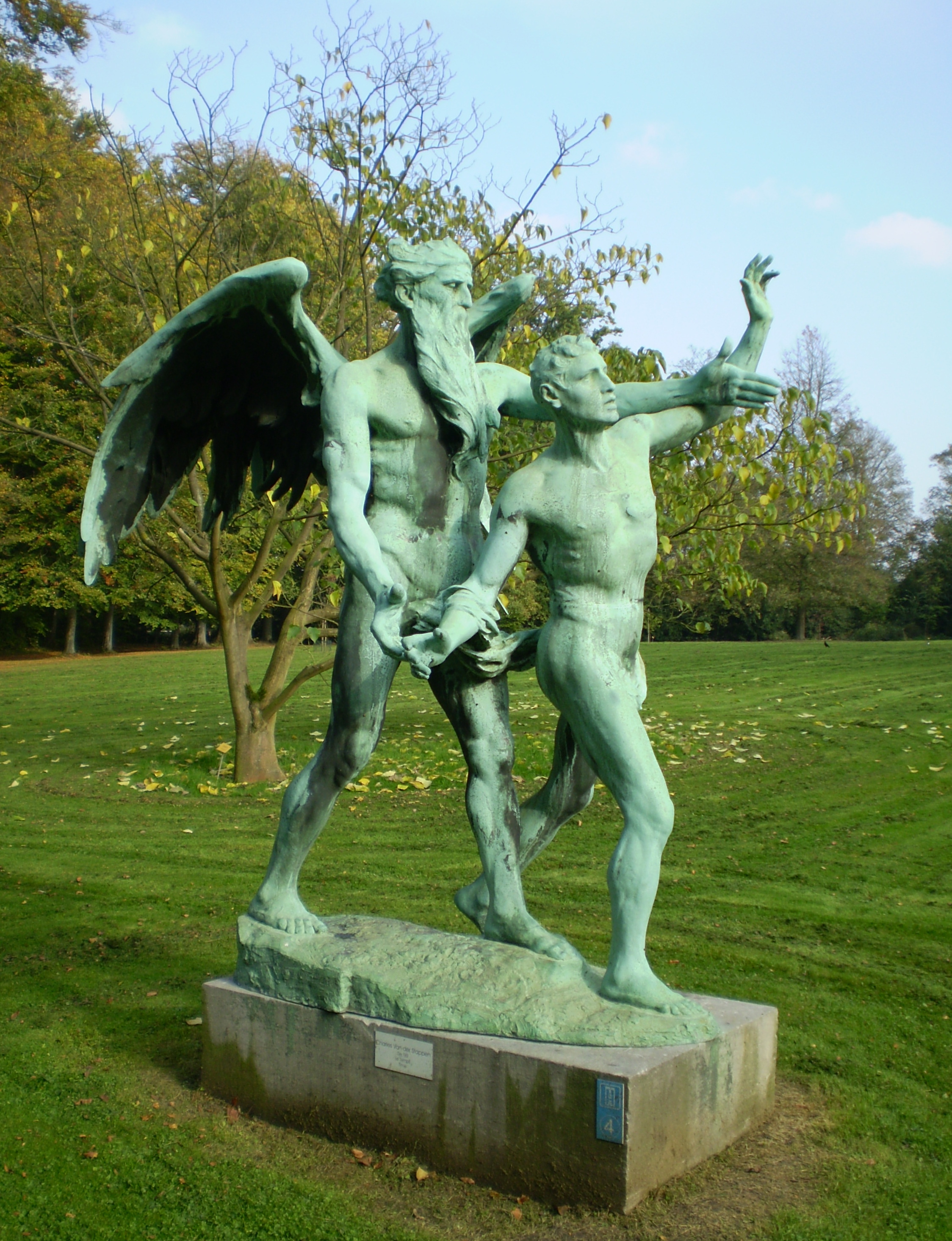
De Tijd (1898) ベルギー国立植物園
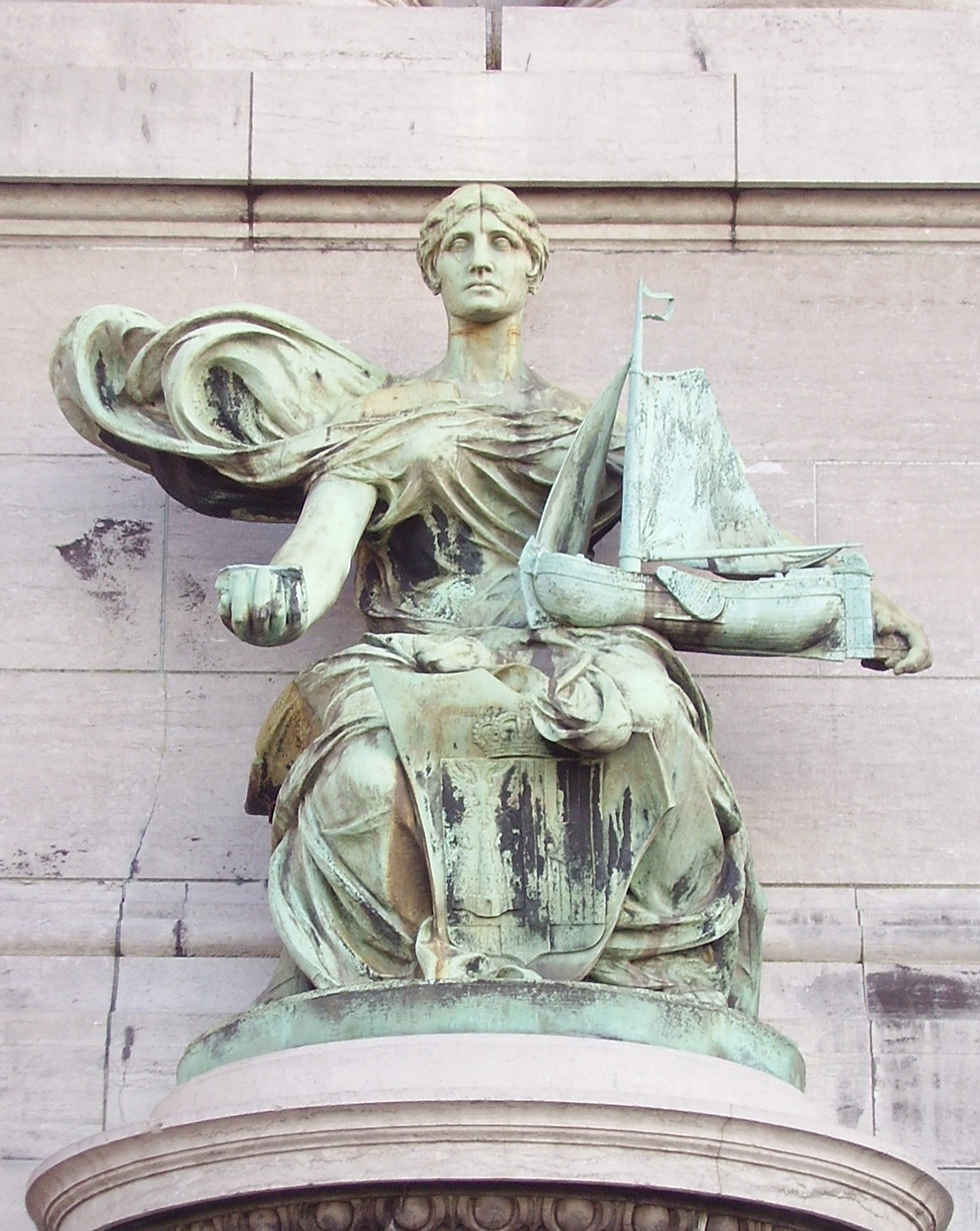
サンカントネール公園凱旋門の装飾彫刻 「アントウェルペン」(1905)
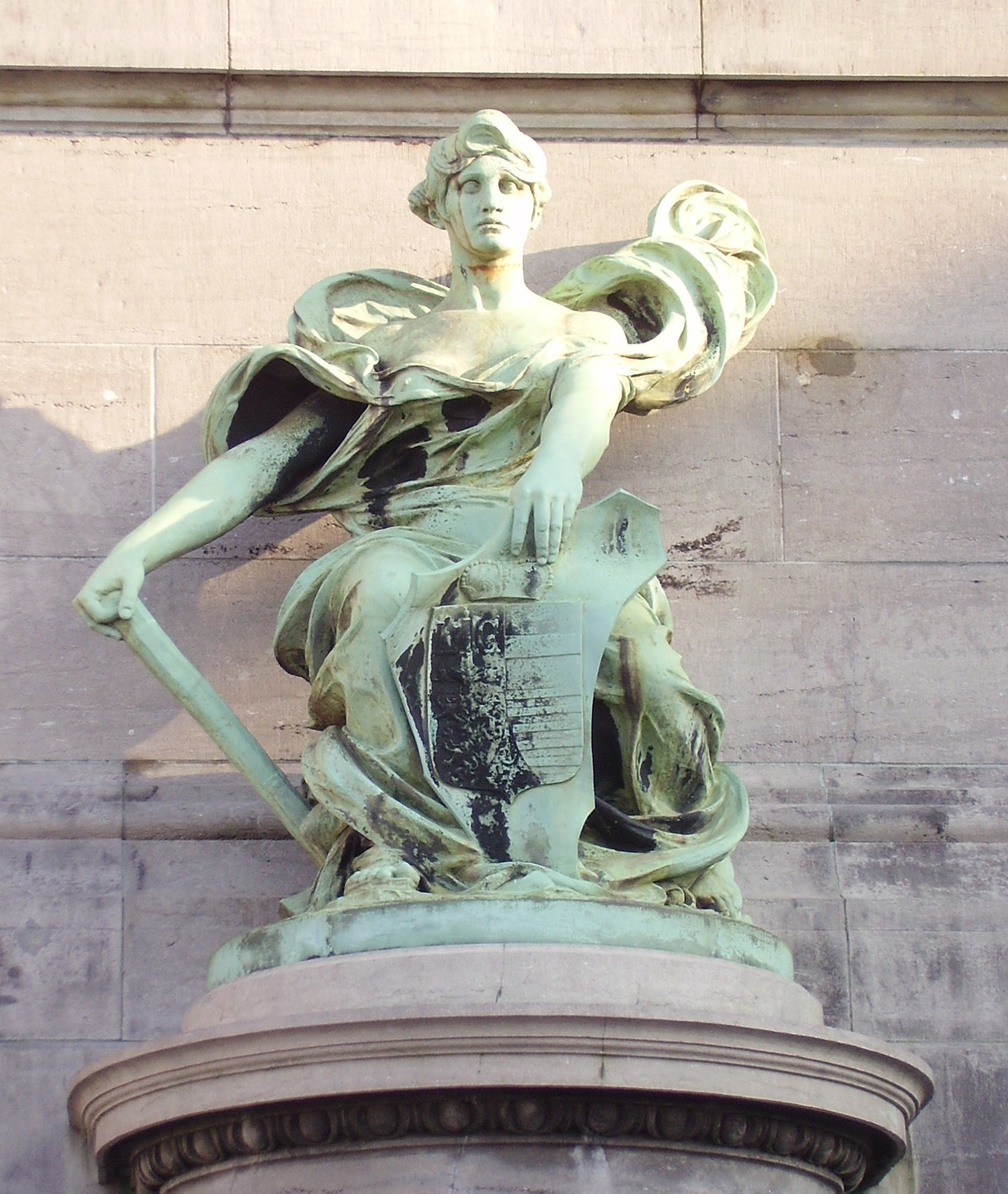
サンカントネール公園凱旋門の装飾彫刻 「リエージュ」(1905)
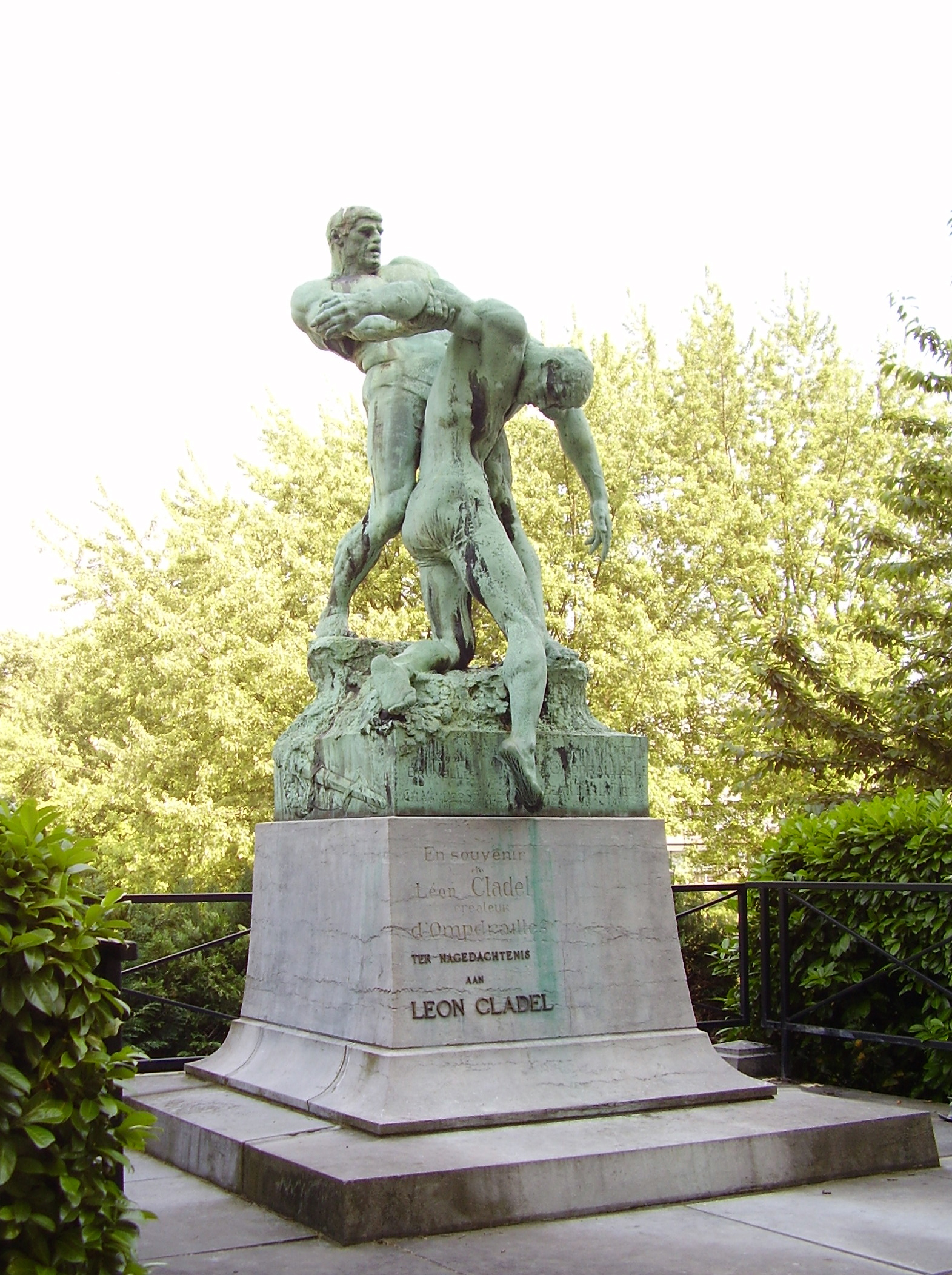
Mort d'Ompdrailles　(1892/1897)